# Tanowo (gromada)
Tanowo – dawna gromada, czyli najmniejsza jednostka podziału terytorialnego Polskiej Rzeczypospolitej Ludowej w latach 1954–1972.
Gromady, z gromadzkimi radami narodowymi (GRN) jako organami władzy najniższego stopnia na wsi, funkcjonowały od reformy reorganizującej administrację wiejską przeprowadzonej jesienią 1954 do momentu ich zniesienia z dniem 1 stycznia 1973, tym samym wypierając organizację gminną w latach 1954–1972.
Gromadę Tanowo z siedzibą GRN w Tanowie utworzono – jako jedną z 8759 gromad na obszarze Polski – w powiecie szczecińskim w woj. szczecińskim na mocy uchwały nr V/51/54 WRN w Szczecinie z dnia 5 października 1954. W skład jednostki weszły obszary dotychczasowych gromad Pilchowo, Przęsocin, Siedlice i Tanowo ze zniesionej gminy Tanowo (czyli cała gmina Kobylanka), obszar dotychczasowej gromady Trzeszczyn ze zniesionej gminy Jasienica, a także miejscowości Węgornik i Zalesie z dotychczasowej gromady Bolków oraz miejscowości Dobieszczyn i Stare Budy z dotychczasowej gromady Dobra ze zniesionej gminy Dobra w tymże powiecie. Dla gromady ustalono 18 członków gromadzkiej rady narodowej. Był to zatem rzadki przypadek nowo utworzonej gromady większej niż dotychczasowa gmina.
1 stycznia 1966 do gromady Tanowo włączono miejscowość Poddymin z gromady Dobra w tymże powiecie.
Gromada przetrwała do końca 1972 roku, czyli do kolejnej reformy gminnej. 1 stycznia 1973 w powiecie szczecińskim reaktywowano gminę Tanowo (zniesioną ponownie 2 lipca 1976).